# Jelena Jurjewna Asarowa
Jelena Jurjewna Asarowa (russisch Елена Юрьевна Азарова, * 5. Juni 1973 in Moskau) ist eine russische Synchronschwimmerin. 
Sie gewann bei den Olympischen Spielen 2000 und 2004 jeweils mit dem russischen Team die Goldmedaille in der Teamwertung. 1998 als Mitglied des russischen Teams siegte Asarowa bei der Weltmeisterschaft; 1995 war Asarowa mit dem russischen Team Europameisterin.